# خانقاه

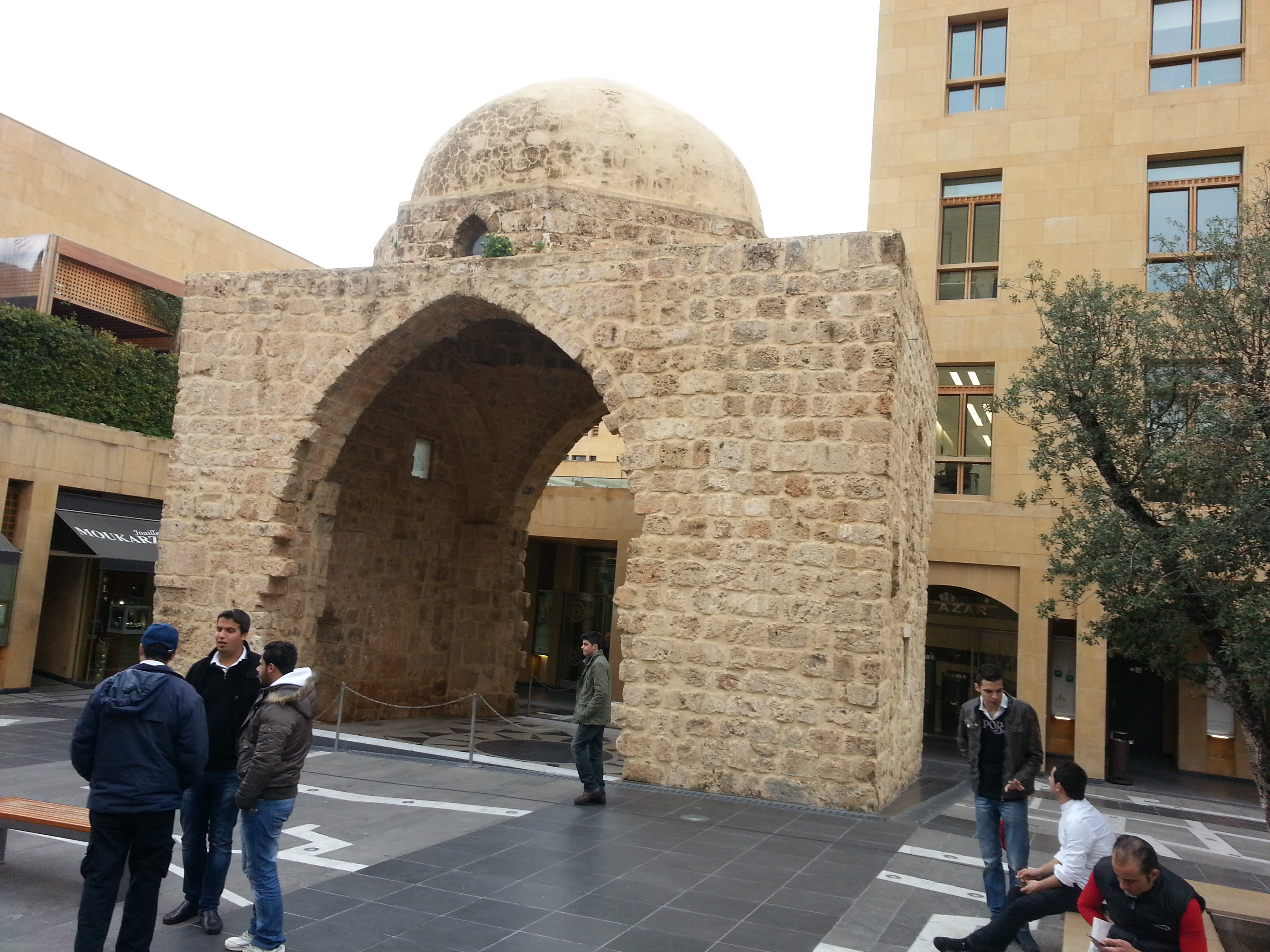
زاویهٔ امام اوزاعی، بیروت.

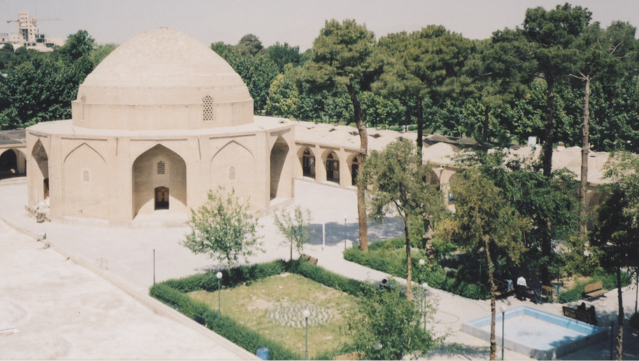
نمونه‌ای از یک خانگاه سده میانه‌ای ،اصفهان، ایران

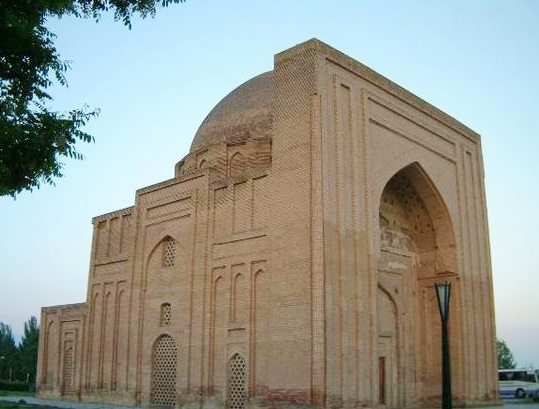
بقعهٔ هارونیه در توس (خانقاه دوره ایلخانی)

خانگاه یا خانقاه از ریشه واژه خُنگ (خنج) (همچنین گونه‌های آن با عنوان‌های «زاویه»، «دویره»، «رباط») (به ترکی استانبولی: Tekke، «تکه/تکیه») به محل زندگی، آموزش، و گردهم‌آیی و فعالیت صوفیان گفته می‌شود. درگاه و آستانه بیشتر به خانقاه‌هایی گفته می‌شد که محل زندگی پیر یا مدفن وی بوده است. در دوره‌های گذشته سالک در سیر و سلوک جغرافیایی خود به عنوان استراحتگاه و توقف از وجود خانقاه‌ها استفاده می‌کرد.

## بررسی معنایی
واژه خانقاه معرب خانگاه فارسی و از دو واژه خانه و گاه تشکیل شده است. جمع آن خوانق و خانقاهات است.
برخی را عقیده بر این است که خانقاه از واژه «خان» به معنی سفره گرفته شده است یا از تخفیف واژه «خانه آقا» که اشاره به محل سکونت یا دفن «پیر» یا «قطب» آن خانه دارد.
خانقاه از فارسی وام‌گرفته شده، و به معنای «محلی که درویشان و مرشدان در آن سکونت کنند.»

## پیدایش
در سرتاسر جهان اسلام، بخصوص مناطق تأثیر یافته از اسلام ایرانی، خانقاه‌ها وجود داشته و اکنون کم و بیش وجود دارند. از آسیای مرکزی و سراسر خاورمیانه گرفته تا شمال آفریقا و شبه قاره هند آثاری از آن‌ها باقی‌مانده است. شاید بتوان گفت تأسیس خانقاه‌ها مرهون طریقت کرامیّه و سرسلسله آن ابوعبدالله محمد ابن کرام(۲۵۵ قمری) می‌باشد اما سده چهارم قمری آغار به کار رسمی خانقاه‌ها در خراسان است، اما اصطلاح «زاویه» و «رباط» از زمان خلافت اسلامی در سده اول متداول بوده و به قرارگاه‌ها و استراحتگاه‌های مرزی گفته می‌شد. در امپراتوری عثمانی هرچند اصطلاح زاویه برای خانقاه‌ها استفاده می‌شد، ولی از آن زمان به بعد به‌طور عمده خانقاه‌ها بنام «تکه» نامیده شدند.
هرچند تاریخ دقیق پیدایش خانقاه‌ها مشخص نیست، ولی هسته اولیه آن‌ها از مجالس ذکر زهاد و عرفایی که در یک مجلس دور هم به عبادت و ذکر مشغول می‌شدند تشکیل شده است. شاید بتوان گفت سده آثار اینگونه مجالس در بصره بوده و در قوت القلوب اثر ابوطالب مکی آمده است که مجالس ذکر در منزل حسن بصری (۲۵۸ قمری) تشکیل می‌شده و اشخاصی مانند ایوب سختیانی و مالک دینار و محمد واسع در این مجالس حضور داشته و ادامه دهنده جلسات بوده‌اند. در این زمان هنوز گفتن واژه خانقاه و صوفی به این مکان و اشخاص متداول نبوده است. از این حلقه، عبدالواحد ابن زاید، رباط عٌبادان (آبادان کنونی) را در نزدیکی بصره پایه‌گذاری کرد که افرادی مانند سلیمان دارانی و بشر حافی و سری سقطی (۲۴۴قمری) در این رباط اقامت و به سیر و سلوک مشغول بودند. برای سده بار، در نوشته‌های ابن حوقل، ساکنین رباط عبادان (آبادان) را صوفی نامیده است و نیز واژه «دویره» برای نخستین بار به محفل عبدالرحمان سلمی (۴۱۲ قمری) و بعداً به محل درس و زندگی ابوسعید ابوالخیر گفته شده است. برای توصیف محل زندگی و مقبره بایزید بسطامی (۲۶۰ قمری) و سهل تستری(۲۸۲ قمری) از واژه «صومعه» استفاده شده است.
هرچند پیدایش اولیه خانقاه‌ها از خراسان بود، ولی در اکثر شهرهای ایران و خاورمیانه و شمال هند نیز گسترش یافته است. در دوره ایلخانی ساخت خانقاه‌ها رشد بیشتری گرفته و بناهایی مثل شنبغازان و ربع رشیدی در آذربایجان از آن جمله است.

## ساختمان

مکان چله نشینی شاه نعمت‌الله ولی واقع در آرامگاه، ماهان، کرمان

ساختار اغلب خانقاه‌های اولیه، ساده بوده و شبیه خانه یا مسجد ساخته می‌شد، هرچند خانقاه‌های آسیای مرکزی و هند دارای بنای آجری با تزیین آجرکاری و گچ بری و کاشیکاری که اغلب با مناره ساخته می‌شدند. در منطقه آناتولی در سده هفتم قمری خانقاه‌ها گسترش بیشتر یافتند و معمولاً علاوه بر صحن و حجره‌ها، دارای صحن بزرگ محل اجتماع گنبددار، پذیرایی مسافران و سالکان، آشپزخانه، خلوتخانه و گاه کتابخانه بودند این ساختار در مورد خانقاه‌های آسیای مرکزی و چین نیز وجود داشته است.
معماری خانقاه‌ها به این صورت است که یک حیاط مربع یا مستطیل شکل که مانند مدارس غالباً مشجر و نیز دارای یک حوض آب در وسط فضای حیاط مرکزی خانقاه را تعریف می‌کند. از نظر طرح معماری خانقاه‌ها ایوانی، دو ایوانی و چهار ایوانی ساخنه شده‌اند. حجره‌ها مانند مدارس در یک یا دو طبقه ساخته شده‌اند. البته علاوه بر آن حجره‌هایی برای خادمان، مدیران و نیز برای خانم‌ها در نظر گرفته شده بود. هر خانقاه دارای یک حجره بزرگ بود که مختص پیر خانقاه بود. البته در کنار آن حجره‌ها و زوایای کوچکی نیز طراحی شده بود.

## سلسله مراتب
هرچند سلسله مراتب ساختار انسانی خانقاه‌ها بستگی زیادی به نوع و روش طریقت‌ها داشته است، اما همه آن‌ها تاحدی از یک ساختار کلی تبعیت می‌کنند. بستگی به انواع طریقت‌ها در راس هرم خانقاه، قطب، پیر، یا شیخ قرار دارد که اجرای آیین‌ها و ارشاد و آموزش مریدان را عهده‌دار است، هم اوست که در موقع احتضار و پیش از مرگ جانشین خود را تعیین می‌کند. در مرتبه بعد خادم خاص است که رابط شیخ با سالکان و مسئول تهیه لوازم و تدارک غذا و مکان مریدان و سالکان است، در بعضی طریقت‌ها خادم خاص بنام نقیب، نایب، و وکیل نامیده می‌شود. پس از خادم خاص، خادم خانقاهی قرار دارد که وظیفه خدمات و آشپزی و نظافت را عهده دارند و پس از آن مقیمان قرار دارند که به دو گروه اهل خلوت و اهل صحبت تقسیم می‌شوند و پس از آن مریدان عادی.

## آداب خانقاه

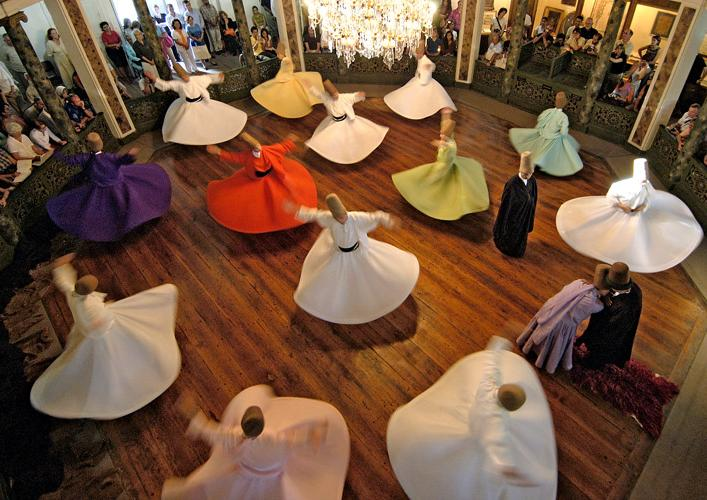
صوفیان در سماع

با گسترش خانقاه‌ها و انشعاب طریقت‌های مختلف، علاوه بر برگزاری آیین‌های رسمی دینی و مذهبی، آداب و روش‌های متعدد دیگری ابداع و برقرار گردید. هرچند آداب هر طریقه اختصاصی برای آن طریقه بوده ولی آداب مشترکی نیز در بین خانقاه‌ها متداول بوده است. ازجمله آدابی که تقریباً مشترک بوده می‌توان به آداب تشرف (خرقه پوشی- سرتراشی) آداب تنبیه و تصغیر (پایماچان- قربانی- خرقه سوزی- کفشداری) و آداب سماع (سماع- دف نوازی) و آدابی مثل چله نشینی و ذکر اشاره کرد.
در بعضی طریقت‌ها مثل نقشبندیّه و قلندریّه این آیین‌ها و آداب به حداقل بوده ولی در دیگر خانقاه‌ها اجرا می‌شده است. خانگاه تنب پارسان

## شعری از سنایی دربارهٔ خانقاه
| خانقاه آشیان مرغان صفاست |  | گلشن عیش و بوستان وفاست   |
| صوفیان خاصگی درگاهند     |  | خرقه پوشان صبغة الله‌اند   |
| خرده دانان و تیز بینانند |  | بی نشانان و همنشینانند    |
| کار ایشان ریاضت و تجرید  |  | پیشه انصاف و عزلت و تفرید |

## خانقاه از دیدگاه درویشانسلسله‌های نعمت‌اللهی
جواد نوربخش در این‌باره گفته: «خانقاه خلوتخانه صوفیان است و قرارگاه آنان، مجلس اهل حال است و مکتب سیر کمال. سالکان الی الله در آن آیند تا زنگ تعیّن از آیینهٔ دل بزدایند. کعبهٔ عاشقان است و قبلهٔ صادقان. حریم اهل راز است و محراب پاکدلان بی‌نیاز. مأمن رندان سینه‌چاک است و از خود گذشتگان بی‌باک، منزل ارباب وفا است و اصحاب صفا. در فضایش جز نوای دوست نشنوی، و در هوایش جز نسیم محبت و وفا نبویی. طالبانش دل و دین داده‌اند و برای جانبازی و فداکاری آماده. ساکنانش از همه چیز جز خدا بیگانه‌اند و از همهٔ عقلا برکنار و دیوانه. بزرگانش از ما و من برکنارند و دعوی انا الحق دارند. آری عاشق شگفتی‌ها دارد که عقل آنها را جنون می‌شمارد، همت دلیرانه‌ای باید که عقال عقل را بگشاید و به فتوای جنون از خود بیرون شود و به خانقاه درآید، تا از هرچه گمان برد فزونتر آید و دریابد که خانقاه ملک عرش است و عرش ملکوت خانقاه.»

## خانقاه‌ها و آرامگاه‌ها

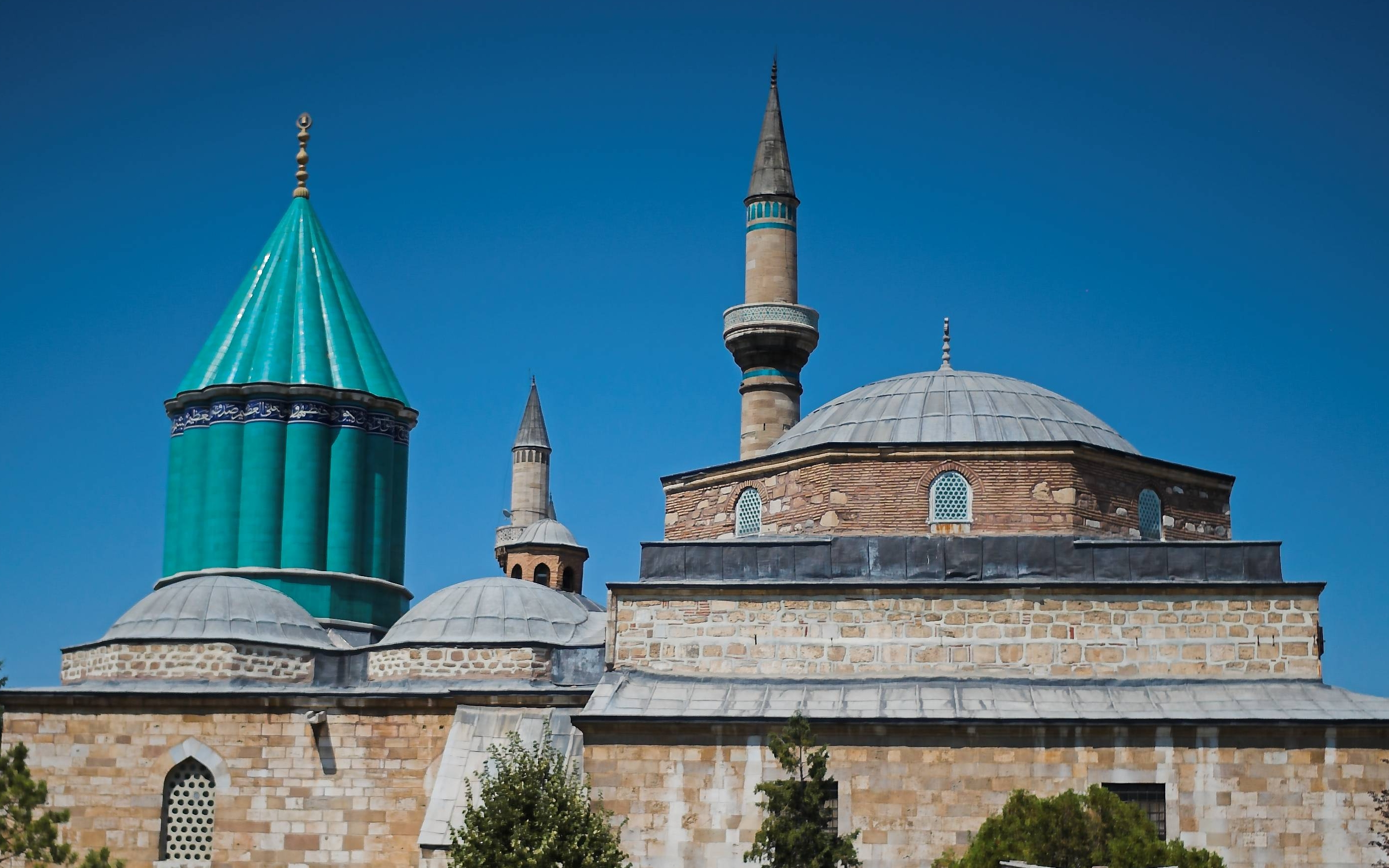
مقبره مولانا در قونیه
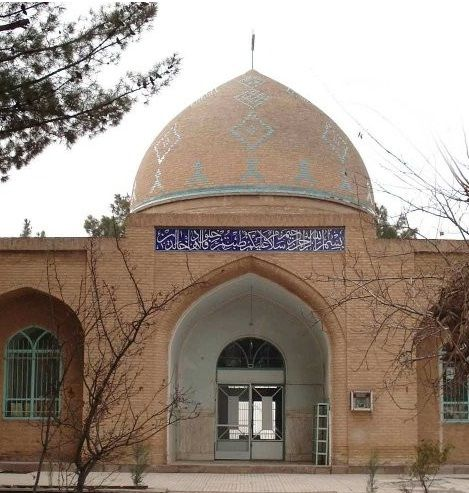
آرامگاه ابو عثمان سعید بن سلام مغربی
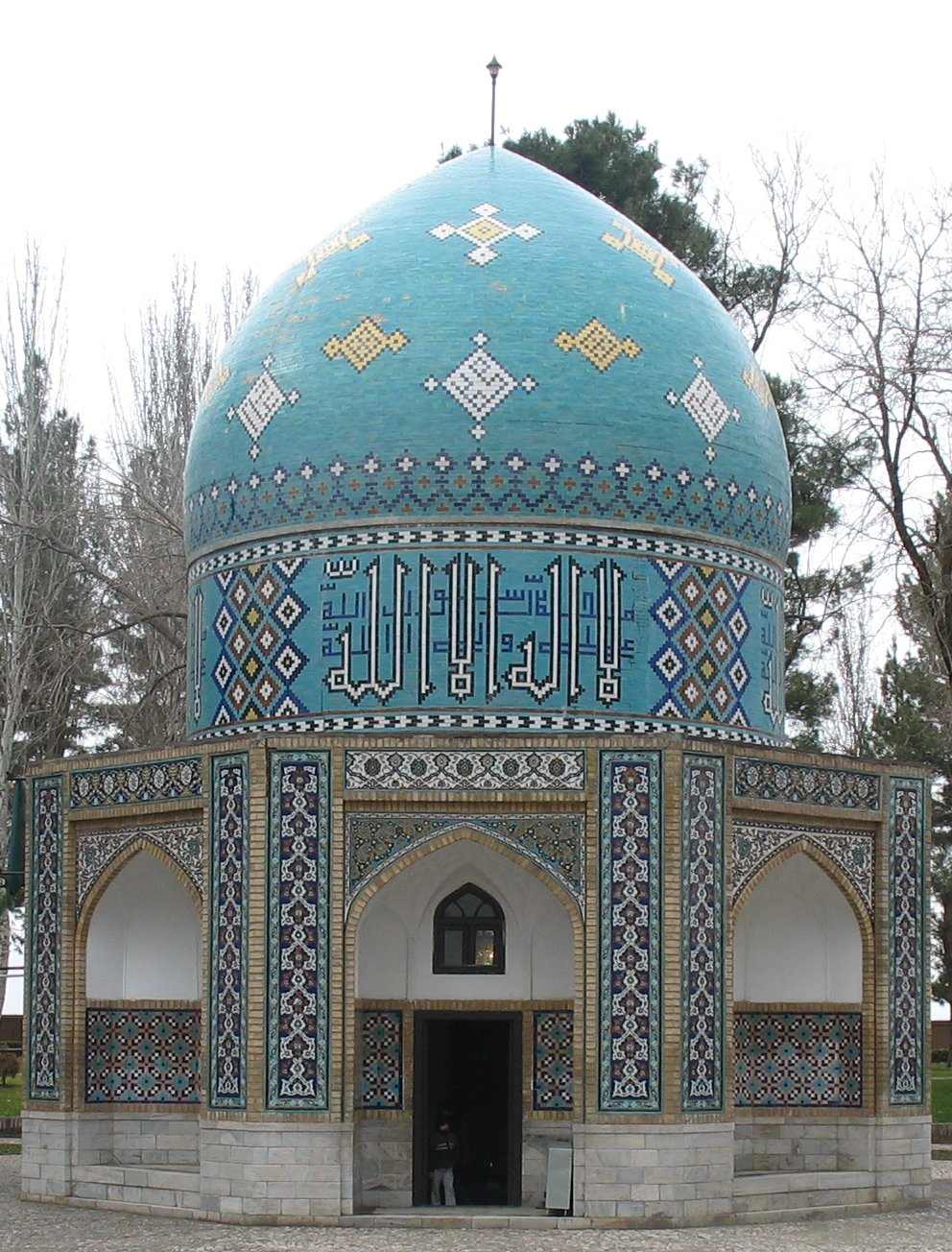
عطار نیشابوری
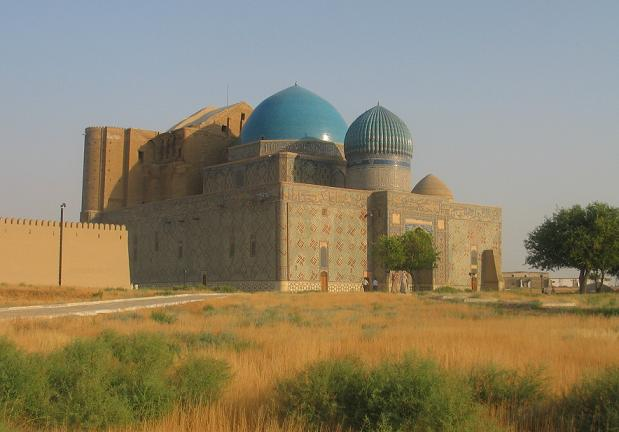
مزار خواجه احمد یسوی
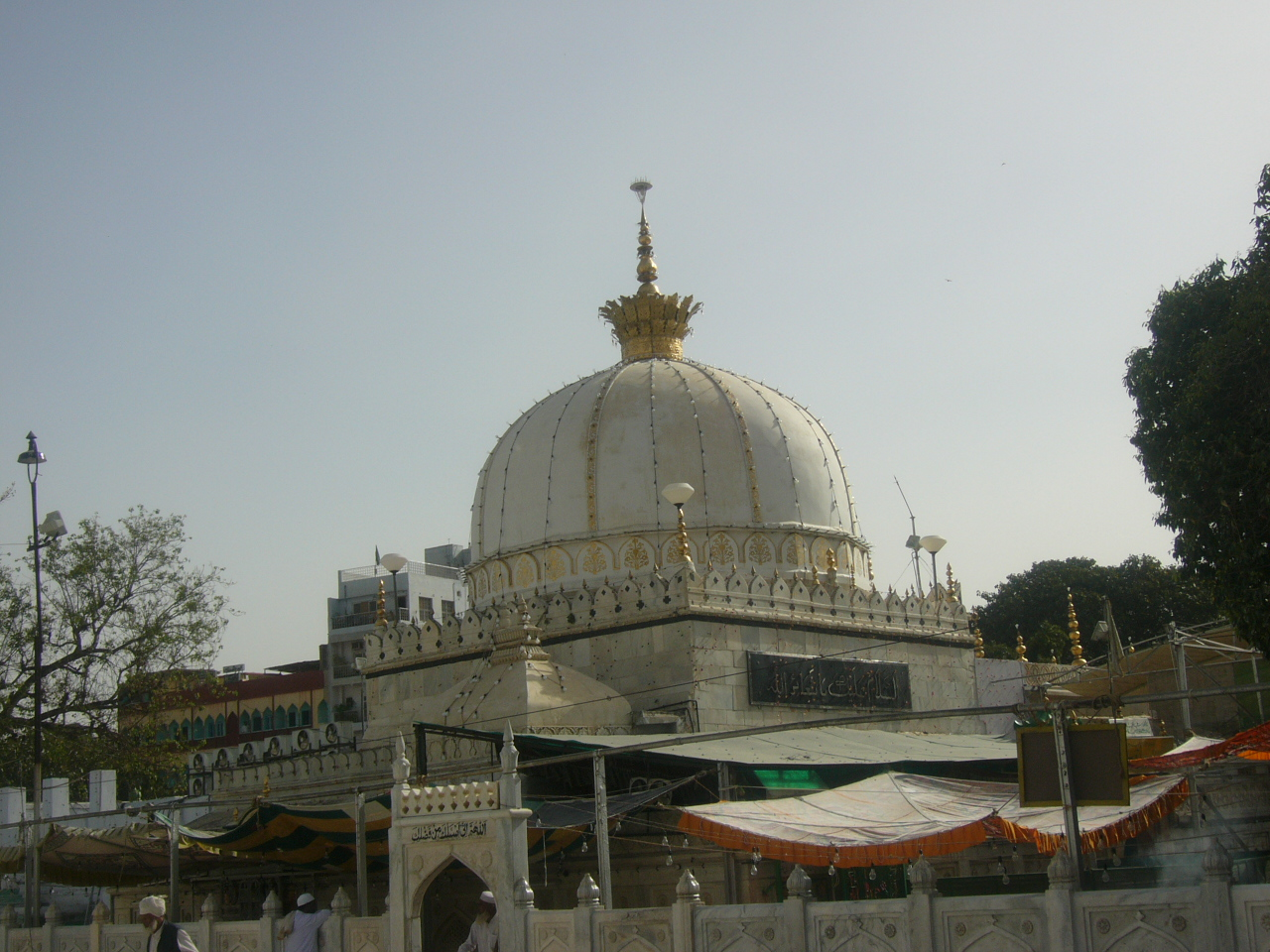
خواجه معین الدین چشتی
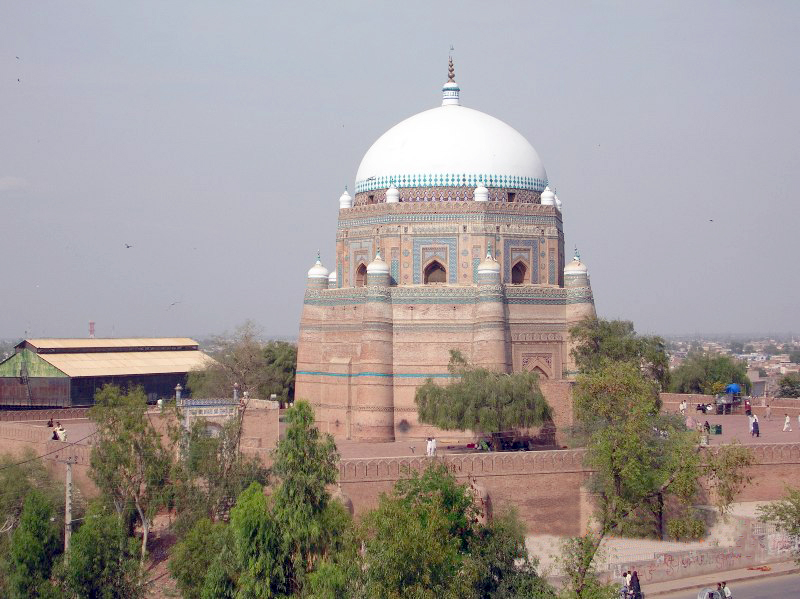
بقعه شیخ رکن الدین ابوالفتح در شهر مولتان
مزار آفاق‌خواجه، مقدس‌ترین مکان برای مسلمانان ناحیه سین‌کیانگ است.

## خانقاه‌های مشهور ایران
- مطهریه (تهران)
- صفی علیشاه (تهران)
- علی بن سهل (اصفهان)
- پاقلعه (اصفهان)
- بقعه شیخ عبدالصمد نطنزی (نطنز)
- گنبد سبز (مشهد)
- چهل تنان (شیراز)
- هفت تنان (شیراز)
- شمس‌الدین برهان (بوکان)
- خانقاه‌های نعمت‌اللهی
- مجموعه خانقاه‌ها در جنوب به مرکزیت شهر خنج
- محمد خانگاه (سهیلی (قشم))
- خانقاه (تنب پارسان)
- خانقاه‌های روستای خانقاه (زنجان)
- روستای خانقاه (اردبیل) سفلی(نمین)